# احمد سوراجی (قاتل سریالی)
احمد سوراجی (۱۰ ژانویه ۱۹۴۹ – ۱۰ ژوئیه ۲۰۰۸)، نام‌های مستعار نصیب کلوانگ و داتوک مارینگی ، قاتل زنجیره‌ای اندونزیایی بود که به قتل ۴۲ دختر و زن بین سال‌های ۱۹۸۶ تا ۱۹۹۷ اعتراف کرد. قربانیان سوراجی که بین 11 تا 30 سال سن داشتند، پس از دفن شدن در زمین تا کمر به عنوان بخشی از یک مراسم خفه شدند.  او قربانیان خود را در مزرعه نیشکر در نزدیکی خانه‌اش دفن می‌کرد و سرهایشان رو به خانه‌اش بود، که به اعتقاد او قدرت بیشتری به او می‌داد. 